# Півострів Лисянського
59°17′04″ пн. ш. 146°07′44″ сх. д. / 59.28444444° пн. ш. 146.1288889° сх. д.
Півострів Лися́нського (рос. полуостров Лисянского) — півострів північного узбережжя Охотського моря; територія Охотського району Хабаровського краю Російської Федерації. Названий на честь російського мореплавця Юрія Лисянського.
Являє собою масивний гористий виступ протяжністю 33 км, що розділяє затоку Ушки на сході та Ейринейську губу на заході. Площа близько 625 км², висота до 1248 м. Складений головним чином гранітами. Береги піднесені, місцями скелясті, сильно порізані. Уздовж берегів розкидані надводні та підводні камені. Від західного берега виступає мис Ушакова (59°14′56.04″ пн. ш. 145°50′6″ сх. д. / 59.2489000° пн. ш. 145.83500° сх. д.), а у східній його частині — мис Єлагіна (59°12′53.96″ пн. ш. 146°20′39.08″ сх. д. / 59.2149889° пн. ш. 146.3441889° сх. д.). Поверхня вкрита заростями кедрового сланця і рослинністю гірської тундри.